# Giacomo Castelli
Giacomo Castelli (Carbone, 9 febbraio 1688 – Napoli, 15 novembre 1759) è stato un letterato, avvocato, filologo e giudice italiano.

## Biografia
Nacque da Domenico, barone di San Giovanni Guarrazzano e di Buonafede, ed Anna Piccinni dei baroni di Castelsaraceno.
Iniziò a studiare letteratura nella città natìa, suo fratello Filippo preferì invece gli studi matematici.
Nel 1707, a diciotto anni d'età, si trasferì a Napoli dove seguito dal maestro Gennaro Cusano iniziò gli studi di giurisprudenza. Terminati gli studi iniziò l'attività forense sotto la direzione di Basilio Giannelli.
Amante dei classici greci e latini, nella loro lettura passò molti anni della sua vita.
Nel 1755 venne eletto giudice della gran corte della Vicaria. Lo stesso anno fu uno dei quindici prescelti per entrare a far parte dell'Accademia Ercolanese.
Il 27 gennaio 1759 fu innalzato alla carica di consigliere del S.R.C., ma non poté godere a lungo di questa carica poiché di lì a pochi mesi venne a mancare, morendo celibe il 15 novembre dello stesso anno.

## Opere
Nella sua carriera scrisse diverse opere:
- Aggiunta al direttorio della pratica civile, e criminale di Lorenzo Cervellino, Napoli, 1721
- Adjectiones novissimae ad Franciscum Carrabam de syndicatu officialium, Napoli, 1741
- De Iapygia epistola ad Io: Bernardinum Tafurum
- Acta Divae Restitutae virginis, et martyris cum philologicis enarrationibus, Napoli, 1742
- Memoria biografiche di Gio: Bernardino Tafuri
- Ragionamento delle origini della lingua napolitana, Napoli, 1754
- Iter Altavillam
- Iosepho Aurelio de Ianuario Iud. Mag. Cur. Vic. epistola
- De Nomine Campani Amphitheatri Berolais ad Philippum fratrem
- De Capillamentis, et galericulis
- De metaxa, et serico, et bombyce
- De Alica

Opere inedite:
- De origine neapolitanae linguae ab Oscorum usque radicibus petita
- De equestri statua Retinae inventa
- Notae ad adjectiones Castellii avi ad Galluppum
- Tractatus de origine consuetudinum neapolitanarum

Le seguenti opere appaiono citate dal Giustiniani ma mai trovate, si suppone pertanto che siano inedite:
- Campi Veteres
- Itinerario da Carbone a Napoli